# Открито първенство на Австралия 2011
Откритото първенство на Австралия 2011 е тенис турнир на твърда настилка. Това е 99-ото му издание и първо състезание от Големия шлем за годината. Провежда се на кортовете на Мелбърн Парк в Мелбърн от 17 до 30 януари 2011 г.

## Сингъл

### Сингъл мъже
| Шампион            | Шампион               | Финалист         | Финалист                |
| ------------------ | --------------------- | ---------------- | ----------------------- |
| Новак Джокович (3) | Новак Джокович (3)    | Анди Мъри (5)    | Анди Мъри (5)           |
| Полуфиналисти      |                       |                  |                         |
| Роджър Федерер (2) | Роджър Федерер (2)    | Давид Ферер (7)  | Давид Ферер (7)         |
| Четвъртфиналисти   |                       |                  |                         |
| Рафаел Надал (1)   | Александър Долгополов | Томаш Бердих (6) | Станислас Вавринка (19) |

### Сингъл жени
| Шампионка              | Шампионка             | Финалистка             | Финалистка          |
| ---------------------- | --------------------- | ---------------------- | ------------------- |
| Ким Клейстерс (3)      | Ким Клейстерс (3)     | Ли На (30)             | Ли На (30)          |
| Полуфиналистки         |                       |                        |                     |
| Каролине Возняцки (1)  | Каролине Возняцки (1) | Вера Звонарьова (2)    | Вера Звонарьова (2) |
| Четвъртфиналистки      |                       |                        |                     |
| Франческа Скиавоне (6) | Андреа Петкович (30)  | Агнешка Радванска (12) | Петра Квитова (25)  |